# 徐國楨 (香港)
徐國楨（英語：Tsui Kwok-ching，1909年—1946年）是香港日佔時期九龍憲兵隊特高課一名華人密探，戰時對盟軍人員進行偵查和刑拘活動，參與虐待多名被捕者。他於香港重光後被逮捕，經香港法庭審訊後被判絞刑。

## 簡歷
徐國楨籍貫廣東台山，15歲來港，香港保衛戰爆發前於太古船塢擔任文員，同時兼任後備警察警目。他居於荔枝角道81號，妻子名郭慕然。
香港保衛戰守軍投降後，在原警察警司威路臣（A.S.P. Wilson）對所有被召集到告羅士打行的華人警員之指示、以及日方要求華人警員返回崗位的宣告下，他於1942年1月5日加入香港佔領地警察隊，在油麻地警署工作，管理後備警察。1942年3月起，警察部併入憲兵隊，他在油麻地憲兵隊擔任司法憲查，憲查編號為309號。至1943年4月，調任九龍憲兵隊特高課擔任二級特高憲查，上司為大村上士（Kyoshi Omura）、栗田曹長、川澄曹長和另三曹長，主要負責調查英軍服務團、游擊隊和黑市交易。他協助日本憲兵搜捕疑犯，並在審問期間參與對多名被捕者施行的酷刑。至1945年3月因憲兵隊改組被解職。
徐於日治時期間曾經營一商店名永隆號。香港重光後，被香港警察政治部拘捕，曾被扣押於澳門一間警局，他遭控以叛國罪。

## 通敵案審判
徐國楨與其同事蘇良兩人的案件由督察奧當奴雲（J. O'Donovan）負責，1946年2月於赤柱監獄進行認人手續。徐國楨與其他五名通敵者是戰後首批被控叛國罪的疑犯，1946年2月19日徐蘇二人在中央警署共被控共同被控34條罪名。他在供詞中指大部份指控並非事實，很多受害者名字也不認識，後拘押於赤柱監獄等待審判。
1946年3月6日，案件於中央裁判署進行初審，法官為關祖堯，主控官為史美（R. S. Smith），辯護律師為布祿士（E. S. C. Brooks），兩人放棄於初審時進行辯護。
1946年6月19日，徐國楨轉到於高等法庭正式審訊，法官是署理按察司威廉士（E. H. Williams），主控官是蘭士杜（A. Lonsdale），辯護律師為白朗尼（B. A. Bernacchi）。他單獨被控罪名共23項，否認所有控罪。
受害人和其親屬的證詞節錄如下：
- 馮文治（Fung Man-chi），1943年7月在被徐蘇拘捕，被指控為英軍服務團成員，被押至油麻地憲兵部後下落不明。[14][15][3][16]
- 殷卓明（Yan Cheuk-min / J. M. Kim），英軍服務團成員，1943年6月15日被徐蘇等人拘捕，被指控為英國間諜。該年11月，他在赤柱監獄軍事法庭被判死刑並於同年執行。[17][18][19]1943年春，蘇徐曾上門其向前船政署同事黃一嗚（Wong Yat-ming）查問殷的下落，並毆打他。[14][15][20][16][21]
- 施路華（Marcus Alberto da Silva），政府主控律師，1943年5月13日被兩華人密偵拘捕，被押至旺角警署，他被指控與英軍服務團有聯繫，又為鄰居佐治波根（George Van Bergen）取得假國籍身份。在拘留期間，曾被日本憲兵以纏有鐵絲的竹鞭鞭打，被在場的一名通譯腳踢。日本憲兵小澤（Ozawa）、徐蘇和一名通譯多次對他進行鞭打、棍毆、火燒、吊飛機和灌水等酷刑，他戰前的朋友Howard Torr（謝姓華人）亦曾參與拷問，以他的家人作威脅。三星期後，施和佐治波根亦聽到兩名年僅十餘歲、被指控為游擊隊成員的少年多次被徐蘇灌水和毆打，他們目擊徐蘇故意在其他囚犯的囚室外對其中一名少年用長針刺指和火燒，少年最後遭折磨至死，被徐蘇拖走屍體，蘇形容自己在「拖咸魚」。[22][23][24][25][26]
- 佐治波根（George Van Bergen） 1943年5月13日被徐蘇拘捕，被指控用假國籍身份為盟軍偷運藥物和醫療產品。他被押至旺角警署，小澤、徐蘇和一名通譯對他多次毆打和灌水，Howard Torr亦曾參與拷問。[27][28][20][16]
- 陳惠芬（Chan Wai-fan），英軍服務團成員，1944年6月8日被日本憲兵孫池拘捕，押回油麻地憲兵部，在拷問期間被徐蘇兩人吊飛機、鞭打和灌水。他於該年11月在赤柱監獄軍事法庭被判死刑，後改判無期徒刑，1945年8月和平後始獲釋放。[29][30]
- 鍾雪英（Chung Suet-ying），為英軍服務團成員鄭威林帶香港報紙到惠州，1944年6月28日被日本憲兵西田和鍾姓通譯拘捕，押回九龍憲兵隊本部，遭拘禁兩個月，西田和鍾姓通譯對她施以酷刑，包括棍毆和吊飛機。蘇良和鍾姓通譯等人對她灌水。徐國楨和一名日人再她毆打和吊飛機。她於該年11月被判死刑，後改判無期徒刑，1945年8月和平後始獲釋放。[31][32][33][34][35]
- 陳勝（Chan Sing），重慶國民政府間諜，他1944年6月8日被徐國楨等人拘捕，被拘留在九龍憲兵隊本部三個月，期間多次遭徐和日人毆打和灌水。他於1944年11月於赤柱監獄被軍事法庭判以死刑，後改判無期徒刑，1945年8月和平後始獲釋放。[17][36][37][38]
- 徐世昌（Tsui Sai-cheong），居於粉嶺的中學學生，1945年1月10日被憲兵大村、徐國楨和吳柏輝（Ng Pak-fai）上門拘捕，指控他是英軍服務團成員。他先被押至上水憲兵部遭憲兵小真、徐國楨、吳柏輝和台灣通譯梁爽灌水，後再押至九龍憲兵隊本部，憲兵藤原和徐國楨將他吊飛機，2月中再對他灌水、吊飛機和火燒等酷刑。他至1945年5月始獲釋放。[17][36][38][21]
- 馬陳舜貞（Ma Chan Sui-ching），1945年年初在街上被徐和李炳棠拘至旺角一幢洋樓內，再被帶到半島酒店拘禁三天，被指控為英軍服務團成員。她不從栗田憲兵命令致外衣被其撕開，徐、李仁康及莫姓華人參與逼供，在浴室對她施刑。第二天石川和徐再對她施刑。後再被押至九龍憲兵隊本部，兩周後獲釋。[17][36][37][38][39][27]
- 李桂森（Li Kwai-san），1945年1月11日被大村、徐國楨、吳伯輝、李仁康和簡駒等人上門拘捕，指控他是英軍服務團成員，被押至油九龍憲兵隊本部，被藤原、徐國楨和通譯黃全林毆打、吊飛機和灌水，他被扣押至當年5月始獲釋放。[17][36][39][27]
- 曾伙標（Tsang For-pui），英軍服務團成員，1944年6月15日被憲兵主池、徐國楨和陳錦培（Chan Kam-fai）拘捕，被指控為重慶國民政府間諜，被押至大埔憲兵部，遭徐國楨等人施以灌水，後再被押至油麻地憲兵部拘禁兩個月，多次遭吊飛機和灌水。於該年11月被判死刑，後改判無期徒刑。[17][36]
- 胡子瓊（Woo Chi-king），兄長胡伯和（Woo Pak-woo）是英軍服務團成員，1944年年中她和丈夫被徐國楨等人拘捕，帶同她們的初生嬰兒被拘禁在跑馬地憲兵部，她聽到她丈夫被毆打和火燒，亦目擊蘇良毆打她丈夫。有人通知她因她的稚子哭聲太嘈吵已將其送到寶血醫院。她於15天後獲釋，丈夫和兒子自此下落不明，醫院並沒有任何入院紀錄。[18][19][37]
- 黃輝（Wong Fai）和余觀有（Yee Koon-yau） ，1944年11月10日被大村、徐和李炳棠拘捕並押回油麻地憲兵部，被指控為國軍情報員。余觀有遭施以吊飛機和灌水等酷刑。黃輝亦遭徐和陳錦培毆打、灌水和吊飛機。黃輝再被押至九龍憲兵隊本部，該年11月赤柱監獄軍事法庭被判死刑，後改判15年徒刑。[18][19][40]

徐國楨在高等法庭上自辯稱，自己與三民主義青年團的香港地下人員有聯繫，故打算潛伏於日憲兵隊內為國家收集情報。他指自己主要負責陪同憲兵拘捕犯人，以及助理施刑，指自己只曾主持陳勝的施刑，以避免他供出自己和其他相關為中國走私燃油的人士。他曾在看守被捕人殷卓明的家時放走其他嫌疑人；又在拘捕徐世昌時放生英軍服務團成員彭朝安，在徐世昌受刑時叫停刑罰。又指自己保護陳勝為盟軍走私五金；協助鍾雪英走私報紙；以餓死獄中囚犯伍華的屍體掉包，令何炳獲放生免於死刑；向中國報告香港燃油存藏狀況和被日方拘捕的名單，又指自己因被指控支持盟軍被日方囚禁五次。1942年2月，他安排六弟徐國芬回到內地為國統局工作。1945年4月，哥哥徐國華於被日本憲兵搜出槍枝，被指控為游擊隊後被殺害。
1946年6月27日，審判終結，陪審團一致認為徐國楨所有罪名成立，法官判處徐死刑。徐回應裁決指此案乃受到禤洪和施路華的誣捏而成，又指禤是因被他拒絕再借錢而作報復，他又認為法庭將三年零八個月所發生的事情都推到幾個憲查身上並不公平，例如興亞機關的多名領袖從未被捕或拘押數月後便被釋放。辯方律師最後再向法庭提交七封由徐寫給妻子的信件，信件內容為徐指示妻子勸導一些被日方盯上的人士離港。
1946年7月，徐上書港督楊慕琦尋求特赦。1946年8月13日，徐於赤柱監獄被絞死。